# Abacetus inexspectatus
Abacetus inexspectatus es una especie de la familia de escarabajos Carabidae. Se encuentra en Azerbaiyán.  